# Miranda NG
Miranda NG je minimalističen in odprtokoden računalniški program, namenjen neposrednemu sporočanju. Podpira vse protokole in je spisan za operacijski sistem MS Windows.
Miranda NG je prosti program izdan pod GNU General Public License.

## O programu
Miranda NG je najprej nastala kot zamenjava za prevelik in prepočasen IRC klient. Programerji pa so hitro dodali nove komunikacijske protokole in Miranda NG danes omogoča komunikacijo z uporabniki, ki uporabljajo enega od naslednjih programov za komuniciranje:
- ICQ
- AIM
- MSN Messenger/Live Messenger
- Jabber
- Yahoo
- Gadu-Gadu
- Tlen
- Netsend

## Funkcije
- Spreminjanje izgleda in funkcij po lastnih potrebah
- Organiziranje in urejanje kontaktov v različnih omrežjih
  - Preimenovanje kontaktov
  - Hitro iskanje kontaktov
- Popolna baza zgodovine pogovorov
- Detajli kontaktov vidni s preprostim klikom
- Brez oglasov
- Kompakten in prenosen: skupaj z nekaj razširitvami (ang. plugin), ga lahko shranimo na disketo ali USB ključ
- Prilagodljiv: napredni uporabniki lahko dostopajo do baze podatkov in baze razširitev
- Varnost/Zasebnost: Shrani zgodovino pogovorov na trdi disk

## Zgodovina
Miranda IM je prvi začel razvijati Roland Rabien (vzdevek »figbug«) 2. februarja leta 2000. Takrat je bila le minimalističen »klon« programa ICQ. Sprva se je imenovala Miranda ICQ. Prva javna izdaja (verzija 0.0.1) je bila izdana 6. februarja 2000. Uporabljala je LibICQ vendar ni bilo možno shranjevati zgodovine pogovorov pravtako pa tudi še ni bilo nobenih razširitev. Bila pa je velika le 100 KB.

## Načrti za prihodnost
Uradnih načrtov za Linux verzijo ni.
Nova verzija 1.0 bo spisana od začetka in bo prinesla veliko novih in izboljšanih funkcij. Vendar pa o datumu ni znanega nič.